# 鞍手郡
- 令制国一覧 > 西海道 > 筑前国 > 鞍手郡
- 日本 > 九州地方 > 福岡県 > 鞍手郡

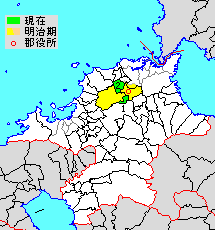
福岡県鞍手郡の位置（1.小竹町 2.鞍手町 薄黄：後に他郡に編入された区域）

鞍手郡（くらてぐん）は、福岡県（筑前国）の郡。
人口20,790人、面積49.88km²、人口密度417人/km²。（2025年2月1日、推計人口）
以下の2町を含む。
- 小竹町（こたけまち）
- 鞍手町（くらてまち）

## 郡域
1878年（明治11年）に行政区画として発足した当時の郡域は、上記2町のほか、下記の区域にあたる。
- 北九州市
  - 八幡西区の一部（概ね木屋瀬・木屋瀬東・野面・金剛・笹田・星ケ丘）
- 中間市の一部（下大隈）
- 直方市・宮若市の全域

## 歴史
郡名は欽明天皇の御代、筑紫国造が敵の騎馬兵の鞍の骨を射抜くほどの弓の使い手であり、百済遠征での働きに対して贈られた「鞍橋君（くらじ-）」という尊称に由来するとされる。1970年代までは直方・宮若市域は筑豊炭田の産炭地として栄え、1976年まで炭鉱が存在した。

### 近世以降の沿革
- 明治初年時点では全域が筑前福岡藩領であった。「旧高旧領取調帳」に記載されている明治初年時点での村は以下の通り。（1町68村）

下大隈村、新延村、木月村、上木月村、古門村、植木村、小牧村、猪倉村、新北村、長谷村（はせむら）、八尋村、中山村、室木村、感田村、木屋瀬村、頓野村、上頓野村、野面村、笹田村、金剛村、上境村、中泉村、永満寺村、畑村、下境村、赤地村、御徳村、知古村、山部村、直方町、原田村、長井鶴村、下新入村、上新入村、竜徳村、宮田村、金丸村、磯光村、上大隈村、鶴田村、本城村、南良津村、勝野村、新多村、新山崎村、脇田村、縁山畑村、金生村、福丸村、竹原村、下村、小伏村、湯原村、乙野村、山口村、沼口村、平村、高野村、稲光村、宮永村、黒丸村、水原村、上有木村、下有木村、四郎丸村、芹田村、倉久村、長谷村（ながたにむら）、犬鳴谷
- 明治4年7月14日（1871年8月29日） - 廃藩置県により福岡県の管轄となる。
- 明治11年（1878年）11月1日 - 郡区町村編制法の福岡県での施行により、行政区画としての鞍手郡が発足。郡役所が直方町に設置。
- 明治15年（1882年） - 湯原村の一部が分立して三ヶ畑村となる。（1町69村）

### 町村制以降の沿革

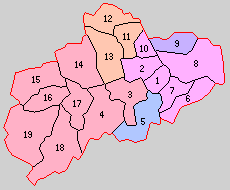
1.直方町 2.新入村 3.香井田村 4.宮田村 5.勝野村 6.福地村 7.下境村 8.頓野村 9.木屋瀬村 10.植木村 11.剣村 12.古月村 13.西川村 14.笠松村 15.山口村 16.中村 17.若宮村 18.日吉村 19.吉川村（紫：北九州市 桃：直方市 赤：宮若市 青：小竹町 橙：鞍手町）

- 明治22年（1889年）4月1日 - 町村制の施行により、以下の町村が発足。（1町18村）
  - 直方町 ← 直方町、山部村（現・直方市）
  - 新入村 ← 上新入村、下新入村、知古村（現・直方市）
  - 香井田村 ← 本城村、竜徳村、鶴田村（現・宮若市）
  - 宮田村 ← 長井鶴村、宮田村、上大隈村、磯光村（現・宮若市）
  - 勝野村 ← 南良津村、新山崎村、新多村、勝野村、赤地村、御徳村（現・小竹町）
  - 福地村 ← 上境村、永満寺村、畑村、中泉村、田川郡市場村［一部］（現・直方市）
  - 下境村（単独村制。現・直方市）
  - 頓野村 ← 頓野村、上頓野村、感田村（現・直方市）
  - 木屋瀬村 ← 木屋瀬村、野面村、笹田村、金剛村（現・北九州市）
  - 植木村（単独村制。現・直方市）
  - 剣村 ← 猪倉村、小牧村、中山村（現・鞍手町）
  - 古月村 ← 上木月村、古門村、木月村（現・鞍手町）
  - 西川村 ← 新北村、八尋村、長谷村［はせむら］[4]、室木村、長谷村［ながたにむら］[5]、新延村（現・鞍手町）
  - 笠松村 ← 四郎丸村、倉久村、上有木村、下有木村、芹田村（現・宮若市）
  - 山口村 ← 山口村、沼口村（現・宮若市）
  - 中村 ← 平村、宮永村、黒丸村、稲光村、高野村、竹原村（現・宮若市）
  - 若宮村 ← 金生村、原田村、福丸村、水原村、金丸村（現・宮若市）
  - 日吉村 ← 下村、湯原村、三ヶ畑村（現・宮若市）
  - 吉川村 ← 脇田村、犬鳴谷、縁山畑村、小伏村、乙野村（現・宮若市）
  - 下大隈村が遠賀郡底井野村の一部となる。
- 明治29年（1896年）7月1日 - 郡制を施行。
- 明治31年（1898年）9月2日 - 木屋瀬村が町制施行して木屋瀬町となる。（2町17村）
- 明治33年（1900年）3月14日 - 植木村が町制施行して植木町となる。（3町16村）
- 明治41年（1908年）12月15日 - 日吉村・吉川村が合併し、改めて吉川村が発足。（3町15村）
- 大正12年（1923年）4月1日 - 郡会が廃止。郡役所は存続。
- 大正15年（1926年）4月1日 - 宮田村が町制施行して宮田町となる。（4町14村）
- 大正15年（1926年）7月1日 - 郡役所が廃止。以降は地域区分名称となる。
- 大正15年（1926年）11月1日 - 直方町・新入村・福地村・頓野村・下境村が合併し、改めて直方町が発足。（4町10村）
- 昭和2年（1927年）4月1日 - 香井田村が宮田町に編入。（4町9村）
- 昭和3年（1928年）1月1日 - 勝野村が町制施行・改称して小竹町となる。（5町8村）
- 昭和6年（1931年）1月1日 - 直方町が市制施行して直方市となり、郡より離脱。（4町8村）
- 昭和18年（1943年）2月11日 - 若宮村が町制施行して若宮町となる。（5町7村）
- 昭和26年（1951年）4月1日 - 若宮町・中村・山口村が合併し、改めて若宮町が発足。（5町5村）
- 昭和27年（1952年）8月1日 - 剣村が町制施行して剣町となる。（6町4村）
- 昭和30年（1955年）1月1日 - 剣町・西川村・古月村が合併して鞍手町が発足。（6町2村）
- 昭和30年（1955年）3月31日（5町）
  - 植木町が直方市に編入。
  - 宮田町および笠松村の大部分（上有木の一部を除く）が合併し、改めて宮田町が発足。
  - 若宮町・吉川村および笠松村の一部（上有木の一部）が合併し、改めて若宮町が発足。
- 昭和30年（1955年）4月1日 - 木屋瀬町が八幡市に編入。（4町）
- 平成18年（2006年）2月11日 - 宮田町・若宮町が合併して宮若市が発足し、郡より離脱。（2町）

### 変遷表
| 明治22年以前 | 明治22年4月1日 | 明治22年 - 大正15年     | 昭和1年 - 昭和19年            | 昭和20年 - 昭和29年   | 昭和30年 - 昭和63年                                                | 平成1年 - 現在         | 現在     |
| ------------ | -------------- | ----------------------- | ----------------------------- | --------------------- | ------------------------------------------------------------------ | ---------------------- | -------- |
|              | 直方町         | 大正15年11月1日 直方町  | 昭和6年1月1日 市制            | 直方市                | 直方市                                                             | 直方市                 | 直方市   |
|              | 福地村         | 大正15年11月1日 直方町  | 昭和6年1月1日 市制            | 直方市                | 直方市                                                             | 直方市                 | 直方市   |
|              | 新入村         | 大正15年11月1日 直方町  | 昭和6年1月1日 市制            | 直方市                | 直方市                                                             | 直方市                 | 直方市   |
|              | 頓野村         | 大正15年11月1日 直方町  | 昭和6年1月1日 市制            | 直方市                | 直方市                                                             | 直方市                 | 直方市   |
|              | 下境村         | 大正15年11月1日 直方町  | 昭和6年1月1日 市制            | 直方市                | 直方市                                                             | 直方市                 | 直方市   |
|              | 植木村         | 明治33年3月14日 町制    | 植木町                        | 植木町                | 昭和30年3月31日 直方市に編入                                       | 直方市                 | 直方市   |
|              | 宮田村         | 大正15年4月1日 町制     | 宮田町                        | 宮田町                | 昭和30年3月31日 宮田町                                             | 平成18年2月11日 宮若市 | 宮若市   |
|              | 香井田村       | 香井田村                | 昭和2年4月1日 宮田町に編入    | 宮田町                | 昭和30年3月31日 宮田町                                             | 平成18年2月11日 宮若市 | 宮若市   |
|              | 笠松村         | 笠松村                  | 笠松村                        | 笠松村                | 昭和30年3月31日 宮田町 （下有木・倉久・四郎丸 芹田・上有木の一部） | 平成18年2月11日 宮若市 | 宮若市   |
|              | 笠松村         | 笠松村                  | 笠松村                        | 笠松村                | 昭和30年3月31日 若宮町 （上有木の一部）                            | 平成18年2月11日 宮若市 | 宮若市   |
|              | 若宮村         | 若宮村                  | 昭和18年2月11日 町制          | 昭和26年4月1日 若宮町 | 昭和30年3月31日 若宮町                                             | 平成18年2月11日 宮若市 | 宮若市   |
|              | 山口村         | 山口村                  | 山口村                        | 昭和26年4月1日 若宮町 | 昭和30年3月31日 若宮町                                             | 平成18年2月11日 宮若市 | 宮若市   |
|              | 中村           | 中村                    | 中村                          | 昭和26年4月1日 若宮町 | 昭和30年3月31日 若宮町                                             | 平成18年2月11日 宮若市 | 宮若市   |
|              | 吉川村         | 明治41年12月15日 吉川村 | 吉川村                        | 吉川村                | 昭和30年3月31日 若宮町                                             | 平成18年2月11日 宮若市 | 宮若市   |
|              | 日吉村         | 明治41年12月15日 吉川村 | 吉川村                        | 吉川村                | 昭和30年3月31日 若宮町                                             | 平成18年2月11日 宮若市 | 宮若市   |
|              | 勝野村         | 勝野村                  | 昭和3年1月1日 町制改称 小竹町 | 小竹町                | 小竹町                                                             | 小竹町                 | 小竹町   |
|              | 剣村           | 剣村                    | 剣村                          | 昭和27年8月1日 町制   | 昭和30年1月1日 鞍手町                                              | 鞍手町                 | 鞍手町   |
|              | 西川村         | 西川村                  | 西川村                        | 西川村                | 昭和30年1月1日 鞍手町                                              | 鞍手町                 | 鞍手町   |
|              | 古月村         | 古月村                  | 古月村                        | 古月村                | 昭和30年1月1日 鞍手町                                              | 鞍手町                 | 鞍手町   |
|              | 木屋瀬村       | 明治31年9月2日 町制     | 木屋瀬町                      | 木屋瀬町              | 昭和30年4月1日 八幡市に編入 昭和38年2月10日 北九州市の一部         | 北九州市               | 北九州市 |

## 行政
歴代郡長
| 代 | 氏名 | 就任年月日                | 退任年月日                | 備考                   |
| -- | ---- | ------------------------- | ------------------------- | ---------------------- |
| 1  |      | 明治11年（1878年）11月1日 |                           |                        |
|    |      |                           | 大正15年（1926年）6月30日 | 郡役所廃止により、廃官 |

郡長を務めた主な人物
- 橋本綱太郎